# Lithophragma
Lithophragma é um género botânico pertencente à família Saxifragaceae. Também conhecidas como Estrela da Floresta.
1. ↑  «Lithophragma — World Flora Online». www.worldfloraonline.org. Consultado em 19 de agosto de 2020